# Кобизька сотня
Кобизька (Кобижчанська) сотня — територіально-адміністративна і військова одиниця що була сформована початково у складі Ніжинського та пізніше, з 1687 року постійно була у складі Київського полку Гетьманської України.

## Історія
Вперше згадується в присяжних списках 1654 року в складі Ніжинського полку. Також є згадки про кобизького сотника Опанаса Єдуду ще під 1649 роком, як про сотника Носівської сотні, до котрої належали і «козаки кобизькі». 
У 1687 році гетьман Іван Мазепа передав сотню до складу Київського полку, у якому сотня перебувала аж до ліквідації полкового устрою на Лівобережній Україні. Територія Кобизької сотні увійшла до Козелецького повіту Київського намісництва.
Населені пункти у 1765–1769 роках: містечко Кобижча, село Макіївка, село Рівчак, село Свидовець, хутір Ярмолинський.

## Сотенна старшинаКобизької сотні

### Сотники
| - Єдута Опанас (? — 1649 — ?) - Шевлюга Степан Михайлович (? — 1655—1658 — ?) - Кузьменко Яків (? — 1660 — ?) - Шевлюга Степан Михайлович (? — 1662—1662 — ?) - Щендюх Михайло (? — 1663 — ?) - Мандрика Федір Андрійович (? — 1672—1676 — ?) - Костенко Тимко (1678, нак.) - Ханенко Федір Лаврінович (1678—1679) - Небіда Василь (? — 1679 — ?) - Мандрика Василь Андрійович (? — 1681—1684 — ?) - Кохановський Іван (? — 1685 — ?) - Яковенко Іван (1687, нак.) - Парфен Семен (? — 1690, нак. — ?) - Мандрика Василь Андрійович (? — 1691—1695 — ?) - Сідко Каленик (1697, нак.) - Древинський Денис (? — 1699 — 1700 — ?) - Мандрика Матвій Васильович (? — 1703 — 1705) | - Безпалий Іван (1703, нак.) - Гнилокожа Данило (1705 — 1708 — ?) - Міняйло Тиміш (1706, нак.) - Грошко Кузьма (? — 1710—1718 — ?) - Міняйло Тиміш (1713, нак.) - Григорович Гнат (1716, нак.) - Григорович Кирило (1718—1721, нак.) - Мандрика Олексій Васильович (1713—1715, нак.; 1718—1723) - Гречко Остап (1723) - Удовенко Данило (1723, нак.) - Мандрика Олексій Васильович (1723) - Мандрила Василь Матвійович (1723 — ?) - Мандрика Семен (1724) - Васильович Костянтин (? — 1725 — ?, і бобровицький) - Греченко Кирило (1727) - Мандрика Семен Матвійович (1728—1757) - Куліш Іван (1731, нак.) | - Удовенко Данило (1732, нак.) - Гурбич Тиміш (1733, нак.) - Мандрика Ничипір Матвійович (1733, нак.) - Лозицький Федір (1734, нак.) - Сідко Федір (1734, нак.) - Сидоренко Федір (1736,1738,1739, нак.) - Чуйківський Андрій (1737, нак.) - Мандрика Ничипір Матвійович (1739, нак.) - Руденко Яків (1739, нак.) - Сидоренко Федір (1741, нак.) - Симоновський Петро Іванович (1757—1764) - Шум Олександр Михайлович (1757, 1762, 1763, нак.) - Ганський М. (1763, нак.) - Симоновський Данило Іванович (1764—1765) - Голеня Яків (1765—1768), Таращук (1768 — ?) - Романовський (1770—1771) - Мандрика Яків Микитович (1771—1782) |

### Отамани
| - Шмай Іван (? — 1658 — ?) - Коваленко Лесько (? — 1662 — ?, ? — 1672—1675 — ?) - Міщенко Федір (? — 1676 — ?) - Олексієнко Іван (? — 1678 — ?) - Шевлюга Михайло (? — 1679—1684 — ?) - Дривинський Денис (? — 1695 — ?) - Костенко Тимко (? — 1696 — ?) - Сидоренко Федір (1696, нак.) - Василенко Стефан (? — 1697 — ?) - Олексієнко Яків (? — 1698 — ?) - Козаченко Супрун (? — 1698 — ?) - Фем Тишко (? — 1699 — ?) - Лесенко Петро (? — 1699 — 1700) - Добреля Павло (? — 1700 — ?) - Фем Тишко (? — 1701 — ?) - Ярошенко Іван (? — 1702 — ?) - Ярмоленко Іван (? — 1703 — ?) - Цирень Федір (? — 1705 — ?) - Савченко Михайло (? — 1706 — ?) | - Міняйло Тиміш (? — 1707 — ?) - Бакула Михайло (? — 1708 — ?) - Цирень Федір (? — 1709—1713 — ?) - Бакула Михайло (? — 1715—1718 — ?) - Бочко Іван (? — 1718 — ?) - Бакула Михайло (? — 1719 — ?) - Міняйло Тиміш (? — 1720 — ?) - Цирень Федір (? — 1723 — ?) - Удовенко Данило (? — 1723 — ?) - Сніжко Григорій (? — 1723 — ?) - Гриценко Андрій (? — 1724 — ?) - Стратілат Федір (? — 1726 — ?) - Фесенко Андрій (? — 1727 — ?) - Кичун Сава (? — 1727 — ?) - Гурбич Тиміш (? — 1727—1730 — ?) - Цирня Федір (? — 1729 — ?) - Сідко Данило (? — 1730 — ?) - Сніжко Григорій (? — 1731 — ?) - Кичун Сава (? — 1732—1733 — ?) | - Сідко Данило (? — 1733 — ?) - Болгак Дмитро (? — 1734 — ?) - Кичун Сава (? — 1735 — ?) - Руденко Яків (? — 1736 — ?) - Сідко Данило (? — 1737—1738 — ?) - Руденко Яків (? — 1738—1739 — ?) - Сідко Данило (? — 1739 — ?) - Фіалковський Петро (? — 1740 — ?) - Сідко Данило (? — 1741 — ?) - Руденко Яків (? — 1741 — ?) - Лозицький Андрій (? — 1746) - Сідко Данило (1746—1747 — ?) - Шелест Федір (? — 1748—1751) - Лахневич Григорій Іванович (1751—1753) - Лахневич Олекса (1753—1758) - Мацкевич Гнат (1758 — ?) - Коробовський Матвій (? — 1762 — 1767) - Мандрика Федір (1767—1779 — ?) |

### Писарі
- Григорович Гнат (? — 1712 — ?)
- Іванович Кирило (? — 1727 — ?)
- Немировський Кирило (? — 1733 — ?)
- Коробовський Максим (? — 1736)
- Фіалковський Петро (1736—1738)
- Немировський Кирило (1738—1741)
- Мандрика Федір (1741 — ?)
- Немировський Кирило (? — 1743—1747)
- Пінчук Стефан (1747 — ?)
- Шостка Стефан (? — 1749 — ?)
- Павлович Захар (? — 1750—1757)
- Політанський Григорій (1757—1762)
- Коробовський Максим (1763)
- Більчевський Олексій (1764—1779 — ?)

### Осавули
- Овсієнко Іван (? — 1741—1746 — ?)
- Добреля Федір (? — 1767 — ?)
- Грицай Іван (1769—1772)
- Шалта Олексій (1772—1774)

### Хорунжі
- Мацковський Матвій (? — 1707 — ?)
- Лозицький Андрій (? — 1741—1767 — ?)
- Балюра Захар (1771—1772 — ?)
- Попліт (Поплюй) Василь (1771—1779 — ?)

## Опис Кобизької сотні
За описом Київського намісництва 1781 року наявні наступні дані про кількість сіл та населення Кобизької сотні напередодні ліквідації:
| Населені пункти Кобизької сотні                           | Дворян і шляхетства | Різночинців | Духовенства | Церковників | Греків | Хат              | Хат                   | Хат   | Хат                                        | Хат                                                           | Всього | Всього                             |
| Населені пункти Кобизької сотні                           | Дворян і шляхетства | Різночинців | Духовенства | Церковників | Греків | козаків виборних | козаків підпомічників | міщан | посполитих коронних, у тому числі рангових | посполитих власницьких, різночинських і козацьких підсусідків | хат    | за останньою 1764 року ревізії душ |
| --------------------------------------------------------- | ------------------- | ----------- | ----------- | ----------- | ------ | ---------------- | --------------------- | ----- | ------------------------------------------ | ------------------------------------------------------------- | ------ | ---------------------------------- |
| Відійшли до Козелецького повіту (Київського намісництва): |                     |             |             |             |        |                  |                       |       |                                            |                                                               |        |                                    |
| містечко Кобижча                                          | 8                   | 10          | 6           | 7           | —      | 303              | 613                   | —     | —                                          | 303                                                           | 1219   | —                                  |
| село Свидовець                                            | —                   | 1           | —           | 1           | —      | 76               | 34                    | —     | —                                          | 71                                                            | 181    | —                                  |
| село Макіївка                                             | —                   | —           | 1           | 1           | —      | —                | —                     | —     | —                                          | 125                                                           | 125    | —                                  |
| селище Терешківка                                         | 1                   | —           | —           | —           | —      | —                | —                     | —     | —                                          | 42                                                            | 42     | —                                  |
| 1. хутір бунчукового товариша Симоновського               | —                   | —           | —           | —           | —      | —                | —                     | —     | —                                          | 1                                                             | 1      | —                                  |
| 2. хутір Ярмолинський                                     | —                   | —           | —           | —           | —      | —                | —                     | —     | —                                          | 11                                                            | 11     | —                                  |
| 3. хутір значкового товариша Чернишевича                  | —                   | —           | —           | —           | —      | —                | —                     | —     | —                                          | 1                                                             | 1      | —                                  |
| 4. хутір козака Процька                                   | —                   | —           | —           | —           | —      | —                | 1                     | —     | —                                          | —                                                             | 1      | —                                  |
| 5. хутір артилерії полкової Київської                     | —                   | —           | —           | —           | —      | —                | —                     | —     | —                                          | 1                                                             | 1      | —                                  |
| 6. хутір осавула полкового Мандрики                       | —                   | —           | —           | —           | —      | —                | —                     | —     | —                                          | 1                                                             | 1      | —                                  |
| 7. хутір Кладиноги                                        | —                   | —           | —           | —           | —      | —                | —                     | —     | —                                          | 1                                                             | 1      | —                                  |
| 8. хутір бунчукового товариша Симоновського               | —                   | —           | —           | —           | —      | —                | —                     | —     | —                                          | 2                                                             | 2      | —                                  |
| 9. хутір значкових товаришів Кладиніг                     | —                   | —           | —           | —           | —      | —                | —                     | —     | —                                          | 1                                                             | 1      | —                                  |
| 10. хутір протопіпа креминецького                         | —                   | —           | —           | —           | —      | —                | —                     | —     | —                                          | 1                                                             | 1      | —                                  |
| Всього у сотні Кобизькій                                  | 9                   | 11          | 7           | 9           | —      | 379              | 648                   | —     | 1                                          | 560                                                           | 1588   | 4390                               |